# Radikale Venstre
Radikale Venstre (RV oder nur R oder nach der Wahlliste B, dänisch für Radikale Linke) ist eine linksliberale Partei in Dänemark. Sie führt den Namenszusatz Danmarks social-liberale parti. Daher wird im deutschen Kontext die Bezeichnung Sozialliberale verwendet.

## Politisches Profil
Den klassischen liberalen Inhalten sind zuletzt deutliche grüne Akzente hinzugefügt worden. Das aktuelle Grundsatzprogramm der RV wurde am 22. Februar 1997 verabschiedet. Darin wird eine demokratische Gesellschaft mit Platz für jeden, im Einklang mit der Natur und mit Respekt für die Lebensgrundlagen künftiger Generationen angestrebt. Unrecht, Gewalt, Armut und Überbevölkerung will die Partei weltweit bekämpfen, die internationale Rechtsordnung stärken.
Klima- und Energiepolitik: Unabhängigkeit von fossilen Energiequellen bis 2050 und eine Reduktion der CO2-Emissionen um 70 % bis 2030 im Vergleich zu 1990. Förderung erneuerbarer Energien aus Wind, Biomasse, Biogas, Erdwärme und Gezeitenkraft durch neue Umweltabgaben in Höhe von jährlich 6,5 Mrd. Kronen. Ein Ranking aus dem Jahr 2019, die das Abstimmungsverhalten von Parteien zu klimapolitischen Fragen im EU-Parlament betrachtete, bewertet Radikale als „Verzögerer“ einer klimafreundlichen Politik.
Steuern: Eine tiefgreifende Steuerreform soll kleine Einkommen entlasten und klima- und gesundheitsschädlichen Verbrauch belasten. Dadurch soll der Arbeitsmarkt stimuliert und Mittel für nationale und globale Klimainvestitionen generiert werden. Gleichzeitig soll der Eckwert, ab dem der Spitzensteuersatz erhoben wird, erhöht werden, so dass mittlere Einkommen stärker geschont werden.
Europapolitik: Die RV unterstützt das europäische Projekt. Dänemarks Opt-out in Bezug auf vier Bereiche der europäischen Zusammenarbeit soll durch eine Volksabstimmung beseitigt werden. Dabei geht es um die Polizeiliche und justizielle Zusammenarbeit in Strafsachen, Gemeinsame Sicherheits- und Verteidigungspolitik, die Unionsbürgerschaft und den Euro. Radikale ging bei der Europawahl 2019 einen Wahlverbund mit Alternativet ein, die ebenfalls als proeuropäisch gelten.
Sicherheitspolitik: Die RV wünscht eine handlungsfähige UNO, die nach Maßgabe des Sicherheitsrates auch militärische Mittel anwenden soll. Dänemarks Engagement in UNO-Friedensmissionen und unter dem Dach der NATO soll fortgesetzt werden. Das Land soll ohne Vorbehalte an der Sicherheits- und Verteidigungspolitik der EU teilnehmen.
Internationale Zusammenarbeit: Die Entwicklungshilfe soll wieder auf 1 % des Bruttonationaleinkommens angehoben werden.
Kirche und Religion: Das Verhältnis von Staat und dänischer Volkskirche ist auf Grundlage einer wohlvorbereiteten Volksabstimmung neu zu ordnen. Die Führung der Personenstandsregister soll von der Kirche auf die Kommunen übergehen. Die Kirchensteuer soll zwar bestehen bleiben, doch muss sie zugunsten jeder Religionsgemeinschaft erhoben werden.

## Geschichte

### Gründung und Herkunft des Namens
Die Radikale Venstre spaltete sich 1905 aus Protest gegen steigende Militärausgaben von der liberalen Partei Venstre ab. Wörtlich bedeutet der Name Die radikale Linke. Die Namensgebung Linke erklärt sich aus der Position im Parteienspektrum des 19. Jahrhunderts: rechts die Konservativen, links die Liberalen; radikal war sie im Sinne einer konsequent anti-konservativen und pazifistischen Grundhaltung. Die Bezeichnung „radikal links“ sollte somit (wie auch beim französischen Mouvement des Radicaux de Gauche) keinesfalls als „linksradikal“ fehlinterpretiert werden.

### 20. Jahrhundert
Nach einer ersten Regierungsübernahme 1909–1910 konnte die RV erneut von 1913 bis 1920 den Regierungschef stellen. Als König Christian X. Ministerpräsident Carl Theodor Zahle gegen den Willen der Parlamentsmehrheit entließ, brach eine schwere Verfassungskrise aus. Nach zwei geschäftsführenden Kabinetten wurde dem 1901 etablierten Parlamentarismus dauerhaft Gültigkeit verschafft.
1924 gelangte die RV, allerdings nur als Juniorpartner der Sozialdemokraten, wieder an die Regierung. Als Koalitionspartner der Sozialdemokraten von 1929 bis 1943 war die Partei am Aufbau des Wohlfahrtsstaates beteiligt. Wegen ihrer pazifistischen Tradition lehnten die Radikalen militärische Gegenwehr im Falle eines deutschen Angriffs ab, der radikale Außenminister Peter Munch unterzeichnete im Mai 1939 einen Nichtangriffspakt mit Deutschland. Nach dem deutschen Einmarsch unterstützten sie die Politik der Zusammenarbeit.
1949 lehnte die Partei den NATO-Beitritt Dänemarks ab.
Mitte der 1960er Jahre wandte sich die RV stärker dem bürgerlichen Lager zu. 1968 fuhr sie mit 15,0 % der Stimmen und 27 Sitzen das beste Ergebnis in ihrer Geschichte ein. Als „Zünglein an der Waage“ bildete sie eine Mehrheitsregierung mit Rechtsliberalen und Konservativen, in der sie, obwohl nur drittstärkster Koalitionspartner, das Ministerpräsidentenamt für ihren Vorsitzenden Hilmar Baunsgaard reklamierte. Er führte die Regierung bis 1971. Später stützte die RV sowohl den konservativen Ministerpräsidenten Poul Schlüter (1982–1993) wie den Sozialdemokraten Poul Nyrup Rasmussen (1993–2001).

### 21. Jahrhundert
In den zehn Jahren der Regierungen Anders Fogh Rasmussen und Lars Løkke Rasmussen hatte die RV zunehmend die starre Blockpolitik kritisiert. Denn im Unterschied zu früher konnten die Sozialliberalen keinen Einfluss mehr auf die Regierungsbildung nehmen, während die Rolle der Rechtspopulisten mehr und mehr an Gewicht zunahm. Zuletzt konnten aber doch gewisse Erfolge in den Haushaltsberatungen erzielt werden. Unter der populären Parteichefin Marianne Jelved erzielte die RV bei der Folketingswahl 2005 ihr bestes Ergebnis seit über 30 Jahren. Der Zuwachs an Mandaten ließ sich aber nicht in konkreten Einfluss ummünzen, und der Richtungsstreit, in welches Lager sich die RV einbinden lassen sollte, flammte wieder auf. Am 7. Mai 2007 spaltete sich ein Teil des rechten Parteiflügels um Naser Khader und Anders Samuelsen ab und gründete die Ny Alliance (ab 2008 Liberal Alliance).
Im Sommer 2007 wurde die ehemalige Unterrichtsministerin Margrethe Vestager neue Parteiführerin. Bei der vorgezogenen Folketingswahl im November 2007 ging der Stimmenanteil der RV auf einen durchschnittlichen Wert zurück. Bei der folgenden Wahl im Herbst 2011 stritten die Sozialliberalen mit Sozialdemokraten, Sozialistischer Volkspartei und der rot-grünen Einheitsliste für einen Regierungswechsel. Sie konnten ihre Verluste wettmachen und wieder die Fraktionsstärke von 2005 erreichen. In der am 3. Februar 2014 gebildeten Regierung Helle Thorning-Schmidt II stellte die RV zunächst sieben von 20 Kabinettsmitgliedern, seit dem 2. September 2014 sechs.
Im September 2013 verließ der vormalige Kulturminister Uffe Elbæk Partei und Fraktion und gründete kurz darauf eine neue Partei, Alternativet.

## Wahlergebnisse

### Folketing
Seit 1918 (Quelle: Folketingets Oplysning)
| - 1918 20,8 % - 1920 (I) 11,9 % - 1920 (II) 11,5 % - 1920 (III) 12,3 % - 1924 13,0 % - 1926 11,3 % - 1929 10,7 % - 1932 9,4 % - 1935 9,2 % - 1939 9,5 % - 1943 8,7 % - 1945 8,1 % - 1947 6,9 % | - 1950 8,2 % - 1953 (I) 8,6 % - 1953 (II) 7,8 % - 1957 7,8 % - 1960 5,8 % - 1964 5,3 % - 1966 7,3 % - 1968 15,0 % - 1971 14,4 % - 1973 11,2 % | - 1975 7,1 % - 1977 3,6 % - 1979 5,4 % - 1981 5,1 % - 1984 5,5 % - 1987 6,2 % - 1988 5,6 % - 1990 3,7 % - 1994 4,6 % - 1998 3,9 % | - 2001 5,2 % - 2005 9,2 % - 2007 5,1 % - 2011 9,5 % - 2015 4,6 % - 2019 8,6 % - 2022 3,8 % |

### Europaparlament
| Europawahl | Stimmenanteil | Sitze |
| ---------- | ------------- | ----- |
| 1979       | 3,3 %         | –     |
| 1984       | 3,1 %         | –     |
| 1989       | 2,8 %         | –     |
| 1994       | 8,5 %         | 1     |
| 1999       | 9,1 %         | 1     |
| 2004       | 6,4 %         | 1     |
| 2009       | 4,3 %         | –     |
| 2014       | 6,5 %         | 1     |
| 2019       | 10,1 %        | 2     |
| 2024       | 7,1 %         | 1     |

## Personen

### Ministerpräsidenten
- Carl Theodor Zahle, Oktober 1909 bis Juli 1910 und Juni 1913 bis März 1920. Justizminister 1929–1935
- Erik Scavenius, November 1942 bis August 1943 (de iure bis Mai 1945). Außenminister 1909–1910, 1913–1920 und 1940–1943/45
- Hilmar Baunsgaard, Februar 1968 bis Oktober 1971. Handelsminister 1961–1964

### Parteichefs
In der RV bekleidet der Parteichef (politisk leder) niemals den Posten des Parteivorsitzenden (partiformand). Er ist entweder Fraktionsvorsitzender oder – sofern die Partei an einer Regierung beteiligt ist – Minister. In Übergangsphasen waren die realen Machtverhältnisse zwischen dem Fraktionsvorsitzenden und dem Politischen Sprecher nicht immer klar erkennbar. Die RV trennt traditionell scharf zwischen Parlamentsfraktion und Parteiorganisation. Deshalb kann ein Parteivorsitzender kein Abgeordnetenmandat ausüben, während der Parteichef notwendigerweise einen Sitz im Folketing innehat. Das bedeutet auch, dass weder das einfache Mitglied noch Parteitagsdelegierte ihre politische Führungsfigur direkt wählen können.
- Carl Theodor Zahle, 1905–1928
- Peter Munch, 1928–1940
- Jørgen Jørgensen, 1940–1960 & Bertel Dahlgaard, 1953–1957
- Karl Skytte, 1960–1966/68
- Hilmar Baunsgaard, 1966/68–1975/77 & Svend Haugaard, 1975–1978
- Niels Helveg Petersen, 1978–1990
- Marianne Jelved, 1990–2007
- Margrethe Vestager, 2007–2014
- Morten Østergaard, 2014–2020
- Sofie Carsten Nielsen, 2020–2022
- Martin Lidegaard, seit 2022

### Prominente Vertreter (Auswahl)
- Viggo Hørup (1841–1902), geistiger Gründungsvater der Radikalen
- Edvard Brandes (1847–1931), Finanzminister, Schriftsteller, Kulturdebatteur, Chefredakteur von Politiken
- Ove Rode (1867–1933), Innenminister, Fraktionschef, Chefredakteur von Politiken
- Hermod Lannung (1895–1996), UN-Diplomat, Delegierter im Europa-Rat, Mitbegründer der Liberalen Internationalen
- Uffe Elbæk (* 1954), Cheforganisator der 2nd World OutGames, Parteiaustritt 2013